# Gandhidham
Gandhidham est une ville indienne située dans le district de Kutch dans l'État du Gujarat. En 2011, sa population était de 248 705 habitants.
Elle a été créée en 1950 pour accueillir les populations déplacée depuis la région du Sind après la partition de l'Empire britannique des Indes.

## Source de la traduction
- (en) Cet article est partiellement ou en totalité issu de l’article de Wikipédia en anglais intitulé « Gandhidham » (voir la liste des auteurs).